# 78252 Priscio
78252 Priscio è un asteroide della fascia principale. Scoperto nel 2002, presenta un'orbita caratterizzata da un semiasse maggiore pari a 3,1593217 au e da un'eccentricità di 0,0538423, inclinata di 10,46546° rispetto all'eclittica.
L'asteroide è dedicato all'astronoma italiana Priscilla Cerroni, detta Priscio.